# Nikolai Jakowlewitsch Mjaskowski

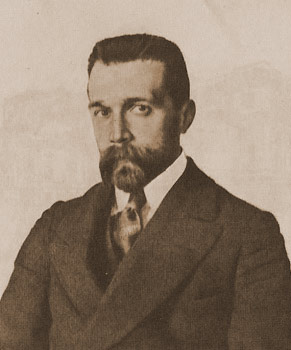
Nikolai Mjaskowski (1912)

Nikolai Jakowlewitsch Mjaskowski (auch: Nikolaj J. Mjaskovskij; russisch Николай Яковлевич Мясковский; * 8.jul. / 20. April 1881greg. in Nowogeorgiewsk bei Warschau; † 8. August 1950 in Moskau) war ein russischer Komponist.

## Leben
Mjaskowski, der Sohn eines bei Warschau stationierten russischen Militäringenieurs, sollte zunächst trotz seines offenkundigen musikalischen Talentes nach dem Willen seines Vaters eine Militärlaufbahn einschlagen. Von 1893 bis 1895 besuchte er die Kadettenschule in Nischni Nowgorod und anschließend bis 1899 die Kadettenschule in Sankt Petersburg. Gleichzeitig erhielt er von seiner Tante, einer Sängerin, ersten Musikunterricht. Von 1899 bis 1902 besuchte er die Sankt Petersburger Akademie für militärisches Ingenieurwesen. Anschließend wurde er nach Moskau versetzt und war beim Militär als Offizier tätig.
Unterdessen hatte Mjaskowski erste Kompositionsversuche unternommen und nahm 1902/1903 Privatstunden bei Reinhold Glière. Auch nachdem er wieder nach Sankt Petersburg zurückgekehrt war, setzte er seinen Unterricht fort und trat 1906 schließlich ins Sankt Petersburger Konservatorium ein, wo er unter anderem bei Nikolaj Rimski-Korsakow und Anatoli Ljadow studierte. Hier machte er mit dem jungen Sergei Prokofjew Bekanntschaft, woraus sich eine lebenslange Freundschaft entwickelte. 1907 reichte er seinen Abschied aus der Armee ein und wurde im folgenden Jahr Reservist. Nach Abschluss der Studien im Jahre 1911 schrieb Mjaskowski Artikel für eine Musikzeitschrift und gab Privatstunden.
1914 wurde er als Pionieroffizier in den Ersten Weltkrieg einberufen und gab seine Tätigkeiten als Musikrezensent und -lehrer auf. Im Kriegsverlauf wurde Mjaskowski schwer verwundet, daraufhin 1917 zunächst nach Reval (Tallinn) versetzt und später wegen einer Kriegsneurose nach Sankt Petersburg zurückgeschickt. Nach der Oktoberrevolution trat er in die Rote Armee ein und reichte erst 1921 seinen Abschied ein.
1918 zog Mjaskowski nach Moskau und beteiligte sich aktiv an der Neugestaltung des Musiklebens. Im Jahre 1921 wurde er Professor für Komposition am Moskauer Konservatorium (bis 1950). Außerdem war er 1923 an der Gründung der Assoziation für zeitgenössische Musik beteiligt, aus der er allerdings Anfang der 1930er Jahre wieder austrat. Mjaskowski trat dem sowjetischen Komponistenverband bei und war seit 1922 im Staatsverlag für Musik tätig. Zudem wirkte er als stellvertretender Leiter des Volksbildungskommissariats und seit 1940 als Redakteur der Zeitschrift Sowjetskaja Musyka. Aus seiner Kompositionsklasse gingen namhafte Komponisten wie Aram Chatschaturjan, Dmitri Kabalewski und Andrei Eschpai hervor.
Mjaskowski gehörte 1948 zu den im Beschluss des ZK der KPdSU als „Formalisten“ kritisierten Komponisten, wurde allerdings bald darauf wieder rehabilitiert. Er war sechsfacher Stalinpreisträger und Doktor der Kulturwissenschaften.

## Tonsprache
Mjaskowski ist einer der meistbeachteten Komponisten der ersten Jahrzehnte der Sowjetunion und eine wichtige Persönlichkeit der russischen Musikgeschichte. Sein Schaffen kann in drei Perioden unterteilt werden (abgesehen von seinem nicht mit Opuszahlen versehenen Frühwerk). Die erste Periode umfasst die Kompositionen vor dem Ersten Weltkrieg. Charakteristisch ist hier der Einfluss Tschaikowskis und Rachmaninows wie auch eine ausgeprägte Chromatik. Alle größeren Werke dieser Periode weisen einen tragischen Tonfall auf und tragen nach Mjaskowskis eigener Aussage den „Stempel des tiefen Pessimismus“. In einigen Kompositionen ist der Einfluss des Symbolismus erkennbar.
Nach dem Krieg hellte sich seine Tonsprache zunächst deutlich auf. In dieser zweiten Periode zeigte sich Mjaskowski besonders an Experimenten interessiert und forcierte die chromatische und harmonische Komplexität seiner Musik. Anregungen fand er unter anderem durch moderne europäische Tendenzen (Kompositionen wie Ravels La Valse); impressionistische und expressionistische Einflüsse sind deutlich erkennbar. Daneben griff Mjaskowski aber auch auf russische Folklore zurück, die er aber Verfremdungseffekten unterzog. Viele Passagen weisen bitonale Wendungen auf; mitunter wird die Grenze zur Atonalität gestreift.
Etwa ab 1932 änderte sich Mjaskowskis Stil grundlegend. In dieser Periode ging er deutlich auf die Forderungen des „Sozialistischen Realismus“ ein und orientierte sich bis zu einem gewissen Grade an der russischen Nationalromantik des 19. Jahrhunderts. Die Melodik ist zum Teil ausgesprochen volkstümlich (etwa in der 18. Sinfonie) bis hin zu einfacher Diatonik. In einigen Werken greift Mjaskowski politische Ereignisse (wie die Kollektivierung der Landwirtschaft in der 12. Sinfonie) auf. In den 1940er Jahren wurde seine Tonsprache wieder dunkler und melancholischer. Insgesamt ist sein Spätstil recht traditionell; die Harmonik ist nicht entfernt so scharf wie in der mittleren Periode, die Tonalität wird bekräftigt.
Mjaskowskis Musik geht von einer akademischen Grundhaltung aus, die vor allem die Bedeutung des kompositorischen Handwerks betont und der Tradition großes Gewicht einräumt. In manchen Werken wird ihm in diesem Zusammenhang ein Mangel an Inspiration zum Vorwurf gemacht. Seine Musik ist oft eher introvertiert gehalten, von Nachdenklichkeit und Melancholie geprägt und verzichtet auf publikumswirksame Effekte. Seine bevorzugten Formen waren Sinfonie und Streichquartett. Sein heute bekanntestes Werk ist die Sechste Sinfonie, ein groß angelegtes, episches Werk, das eine Reaktion auf die Oktoberrevolution und den russischen Bürgerkrieg darstellt.

## Werke
- Orchesterwerke
  - 27 Sinfonien
  - 3 Sinfonietten
  - 2 sinfonische Dichtungen
  - 1 Violinkonzert
  - 1 Violoncellokonzert
  - Mehrere kleinere Stücke, Ouvertüren und Märsche
- Vokalwerke
  - 2 Kantaten
  - Mehrere Lieder und Liedzyklen für Singstimme und Klavier
  - Massenlieder
- Kammermusik
  - 13 Streichquartette
  - 1 Violinsonate op. 70
  - 2 Violoncellosonaten
- Klaviermusik
  - 9 Klaviersonaten
  - 1 Sonatine
  - kleinere Stücke

## Auszeichnungen
- Stalinpreis (1941, 1946 zweimal, 1950, 1951)
- Leninorden (1943)
- Volkskünstler der UdSSR (1946)